# Bauer (Schach)
Der Bauer (Unicode: ♙ U+2659, ♟ U+265F, siehe Unicodeblock Verschiedene Symbole) ist ein Spielstein des Schachspiels. Jeder Spieler hat zu Partiebeginn acht Bauern, die einen Wall vor den übrigen Schachfiguren bilden. Wegen seiner begrenzten Zug- und Schlagmöglichkeiten gilt der Bauer als schwächster Stein im Schach. Allerdings steigt die Bedeutung des Bauern im Verlauf einer Schachpartie, und zwar aufgrund der Möglichkeit, sich bei Erreichen der gegnerischen Grundreihe in eine stärkere Figur umzuwandeln.
Im Unterschied zu den übrigen Figuren kann der Bauer sich nicht rück- und seitwärts bewegen, sondern nur nach vorne; außerdem schlägt er anders (schräg nach vorne), als er zieht. Aufgrund dieser grundlegenden Unterschiede sind in der traditionellen Ausdrucksweise deutschsprachiger Schachspieler mit der Bezeichnung Figur nur die anderen Spielsteine gemeint. Doch sowohl im umgangssprachlichen Sinne als auch im offiziellen Sprachgebrauch der FIDE-Regeln werden mit dem Wort Figur alle Schachfiguren inklusive der Bauern benannt.

## Zugmöglichkeiten und Wert
|   | a | b | c | d | e | f | g | h |   |
| 8 |   |   |   |   |   |   |   |   | 8 |
| 7 |   |   |   |   |   |   |   |   | 7 |
| 6 |   |   |   |   |   |   |   |   | 6 |
| 5 |   |   |   |   |   |   |   |   | 5 |
| 4 |   |   |   |   |   |   |   |   | 4 |
| 3 |   |   |   |   |   |   |   |   | 3 |
| 2 |   |   |   |   |   |   |   |   | 2 |
| 1 |   |   |   |   |   |   |   |   | 1 |
|   | a | b | c | d | e | f | g | h |   |

Diagramm 1: Züge der Bauern
|   | a | b | c | d | e | f | g | h |   |
| 8 |   |   |   |   |   |   |   |   | 8 |
| 7 |   |   |   |   |   |   |   |   | 7 |
| 6 |   |   |   |   |   |   |   |   | 6 |
| 5 |   |   |   |   |   |   |   |   | 5 |
| 4 |   |   |   |   |   |   |   |   | 4 |
| 3 |   |   |   |   |   |   |   |   | 3 |
| 2 |   |   |   |   |   |   |   |   | 2 |
| 1 |   |   |   |   |   |   |   |   | 1 |
|   | a | b | c | d | e | f | g | h |   |

Diagramm 2: Der weiße Bauer auf d5 kann entweder den schwarzen Turm auf c6 oder den schwarzen Springer auf e6 schlagen.
|   | a | b | c | d | e | f | g | h |   |
| 8 |   |   |   |   |   |   |   |   | 8 |
| 7 |   |   |   |   |   |   |   |   | 7 |
| 6 |   |   |   |   |   |   |   |   | 6 |
| 5 |   |   |   |   |   |   |   |   | 5 |
| 4 |   |   |   |   |   |   |   |   | 4 |
| 3 |   |   |   |   |   |   |   |   | 3 |
| 2 |   |   |   |   |   |   |   |   | 2 |
| 1 |   |   |   |   |   |   |   |   | 1 |
|   | a | b | c | d | e | f | g | h |   |

Diagramm 3: Das en-passant-Schlagen: Der weiße Bauer darf den schwarzen durch den Diagonalzug auf c6 schlagen, aber nur, wenn der schwarze unmittelbar zuvor mit einem Doppelschritt von c7 nach c5 gezogen wurde.
- In der Ausgangsstellung kann sich der Bauer wahlweise einen Schritt nach vorne bewegen, sofern das Zielfeld leer ist, oder aber einen Doppelschritt vornehmen, sofern das Feld vor dem Bauern und das Zielfeld leer sind.
- Befindet sich der Bauer nicht in der Ausgangsstellung (2. bzw. 7. Reihe), dann kann er sich nur um ein einziges Feld nach vorne bewegen (wenn er nicht schlägt).
- Der Bauer schlägt diagonal: Er darf dazu auf ein von einer gegnerischen Figur besetztes Feld diagonal vor ihm auf einer benachbarten Linie ziehen, indem er die Figur schlägt. (Siehe Diagramm 2.) Der Bauer ist der einzige Spielstein, der in eine andere Richtung als die Zugrichtung schlägt.
- Der Bauer kann sich nur vorwärts bewegen. Er ist der einzige Spielstein, der nicht auf ein bereits betretenes Feld zurückkehren kann.

### „En passant“
Ein besonderer Schlagzug des Bauern ist das so genannte Schlagen „en passant“. Siehe Diagramm 3: Nachdem der schwarze Bauer aus der Grundstellung heraus einen Doppelschritt nach c5 gemacht hat und damit eigentlich das bedrohte Feld c6 hinter sich gelassen hat, kann der weiße Bauer nach c6 schlagen und den schwarzen Bauern vom Feld c5 wegnehmen. Das Schlagen durch en passant ist nur im unmittelbar auf den Doppelschritt folgenden Halbzug möglich.

### Die Bauernumwandlung
Wenn der Bauer die gegnerische Grundreihe (bestehend aus den Feldern, auf denen in der Anfangsstellung die Figuren des Gegners stehen) betritt, so muss er sich als Bestandteil seines Zuges nach der freien Wahl des Spielers in eine Dame, einen Turm, Läufer oder Springer derselben Farbe umwandeln. Eine Umwandlung in etwas anderes als eine Dame bezeichnet man als Unterverwandlung.
Der Bauer wird aus dem Spiel genommen, und auf das entsprechende Feld wird die neue Figur gesetzt. Die Eigenschaften der neuen Figur treten sofort in Kraft, dies kann also je nach Stellung z. B. zum unmittelbaren Schachmatt führen. Die Umwandlung ist nicht davon abhängig, ob die ausgewählte Figur im Laufe des Spiels geschlagen wurde. Auf diese Art kann ein Spieler also von einer Figurenart mehr Exemplare bekommen, als in der Grundstellung vorhanden sind. So ist es immer denkwürdig, wenn man in einer Partie beispielsweise einen dritten Springer bekommen hat. Wenn man nur einen Figurensatz zur Verfügung hat, führt dies natürlich zu einem Problem. Eine zweite Dame wird deshalb in der Praxis – regelwidrig – in diesem Fall meist durch einen umgedrehten Turm ersetzt. Meist erfolgt die Umwandlung in eine Dame (die Umwandlung in einen König ist nicht erlaubt). Diese Umwandlungsmöglichkeit ist der Grund, warum der Bauer im Verlauf einer Schachpartie – insbesondere im Endspiel – immer stärker werden kann.

### Wert
Es ist im Schach üblich, die Wertigkeit der anderen Spielfiguren Dame, Turm, Läufer und Springer in so genannten Bauerneinheiten einzuteilen, die auf dem Wert eines Bauern basieren. Ein Bauer hat demnach den Wert einer Bauerneinheit.
Die absichtliche Preisgabe eines Bauern, um Kompensation durch Stellungsvorteile zu erhalten, wird als Bauernopfer bezeichnet. Geschieht dies in der Eröffnungsphase, spricht man auch von einem Gambit.
Hat ein Spieler während der Partie einen (oder mehrere) Bauern mehr auf dem Brett als sein Gegner, spricht man von einem (oder mehreren) Mehrbauern.

### Vergleich mit Figuren
Traditionell sind bei deutschsprachigen Schachspielern mit dem Begriff „Figur“ nur Springer, Läufer, Turm, Dame und König gemeint, nicht jedoch der Bauer. Der Überbegriff für Bauern und Figuren ist „Stein“. Von den Figuren unterscheidet sich der Bauer durch eine Reihe von Besonderheiten:
- Es gibt acht Bauern, wohingegen jede Figur nur einzeln oder doppelt vorkommt.
- Bauern können nur vorwärts ziehen. Ein Bauernzug kann deshalb nie rückgängig gemacht werden und verändert die Position dauerhaft.
- Bauern schlagen anders als sie ziehen. Dadurch können Bauern sehr leicht blockiert werden. Sobald ein Stein vor ihm steht, kann der Bauer so lange nicht ziehen, bis dieser Stein entfernt wird oder sich eine Möglichkeit zum Schlagen bietet.
- Wegen der geringen Beweglichkeit stellen Bauern ein Hindernis sowohl für die eigenen wie die gegnerischen Figuren dar – mit Ausnahme der Springer, die über die Bauern hinwegziehen können.
- Bauern werden beim Erreichen der gegnerischen Grundreihe in eine Figur (fast immer in eine Dame) umgewandelt. Somit kann aus dem schwächsten Stein der stärkste werden, was ihn im Endspiel sehr bedeutsam werden lässt.

## Der Bauer in den drei Spielphasen

### In der Eröffnung
Bauernzüge in der Eröffnung spielen eine große Rolle für die strategische Entwicklung einer Schachpartie. Alle Figuren (bis auf die Springer) können erst dann nach vorne ziehen, wenn durch einen Bauernzug eine entsprechende Lücke im Bauernschild geschaffen wurde. Die Bauern können durch ihre große Anzahl eine Vielzahl von Feldern kontrollieren und wertvollere gegnerische Figuren verdrängen. Zu Beginn einer Partie ist man bestrebt, mit den Bauern möglichst viele Zentrumsfelder zu besetzen oder zumindest zu kontrollieren. Dadurch wird Raum für die eigenen Figuren geschaffen. Die Bauernstruktur gehört zu den wichtigsten strategischen Bewertungsmerkmalen einer Stellung.

### Im Mittelspiel
Im Mittelspiel bilden die Bauern – je nach Eröffnungstyp (geschlossen, offen) – zumeist nur noch einzelne Bauernketten am Rande oder Zentrum des Spielfeldes oder sind nur noch als Einzelbauern verstreut. Die Bauern sind in dieser Phase des Spieles zumeist passiv und decken nur andere Figuren oder blockieren einige Felder. Auf Grund ihrer kurzen Laufweite sind sie zwar selbst weniger geeignet das Mittelspiel entscheidend zu beeinflussen, von der Bauernstruktur hängt aber ab, welchen Einfluss die übrigen Figuren auf das Spiel nehmen und welche Pläne zur weiteren Spielgestaltung gefasst werden.

### Im Endspiel
Im Endspiel gewinnen die Bauern an Bedeutung. Je weniger andere Figuren noch übrig sind, desto wirksamer werden die Bauern. Ihre Möglichkeit, sich in andere, wertvollere Figuren (Dame, selten in Turm, Läufer oder Springer) umzuwandeln, gibt dem Bauernendspiel seine Dynamik.

## Bauernstrukturen
Mit „Bauernstruktur“ bezeichnet man zum einen die Positionierung aller Bauern zueinander zu bestimmten Zeitpunkten einer Partie. Man unterscheidet beispielsweise zwischen offenen und geschlossenen Bauernstrukturen. Offene Stellungen kommen prinzipiell den langschrittigen Figuren (Läufer, Turm, Dame) entgegen, während bei geschlossener Struktur die Springer durch ihre besondere Zugweise Vorteile haben können.
- Bauernkette: Mehrere zusammenhängende Bauern in einer Diagonale nennt man Bauernkette, wobei der hintere jeweils den Vordermann deckt. Der hinterste Bauer dieser Kette ist somit eher verwundbar. Bauernketten kann man deshalb leichter an der Basis (hinterster Bauer) angreifen, unter Umständen ist es auch zweckmäßig, die Spitze (vorderer Bauer) durch einen Hebel anzugreifen. Ineinander verschachtelte Bauernketten sind charakteristisch für geschlossene Stellungen.
- Widder (Ausdruck von Hans Kmoch): Die kleinste Einheit zweier ineinander verschachtelter Bauernketten; jeweils ein Paar Bauern entgegengesetzter Farbe, die einander direkt gegenüberstehen und sich gegenseitig blockieren z. B. Weiß d4, e5 Schwarz d5, e6.
- Bauerninseln: Eine Bauerninsel umfasst einen oder mehrere benachbarte Bauern gleicher Farbe und erstreckt sich bis zur nächsten Linie, auf der kein Bauer dieser Farbe mehr steht. Bauernstrukturen, die aus einer großen Anzahl von Bauerninseln bestehen, gelten als schwach, da sich die Bauern schlechter gegenseitig decken können und deshalb angreifbarer sind.

Zum anderen umfasst die Bauernstruktur auch Charakteristika einer einzelnen, besonderen Bauernstellung:
- Freibauer: Als Freibauer bezeichnet man einen Bauern, der weder auf seiner noch auf den beiden angrenzenden Nachbarlinien gegnerische Bauern vor sich hat, von Bauern also nicht mehr auf seinem Weg zur Umwandlung aufgehalten werden kann. Freibauern sind im Normalfalle vorteilhaft, da sie nur noch von Figuren aufzuhalten sind, und diese Figuren durch diese Aufgabe gebunden werden. Besonders stark sind verbundene Freibauern, also zwei oder mehrere Freibauern nebeneinander, weil sie sich auf ihrem Weg nach vorn gegenseitig unterstützen können.
- Doppelbauer: Zwei Bauern einer Farbe auf derselben Linie werden Doppelbauern genannt. Doppelbauern können oft einen Nachteil darstellen, da einer nicht den anderen decken und der vordere Bauer den hinteren blockieren kann. Seltener anzutreffen sind die so genannten Tripel- und Quadrupelbauern (drei bzw. vier Bauern auf einer Linie).
- Isolierter Bauer oder Isolani: Ein isolierter Bauer hat keine eigenen benachbarten Bauern mehr und kann deshalb nicht mehr von ihnen gedeckt werden. Der typische Isolani befindet sich zudem auf einer halboffenen (Turm-)Linie des Gegners. Isolierte Doppelbauern gelten als besonders schwach.
- Rückständiger Bauer: Ein Bauer ist rückständig, wenn ein gegnerischer Bauer auf der benachbarten Linie ihn am Vorrücken hindert und seine eigenen Bauern auf den benachbarten Linien das Feld, auf das er vorrücken soll, nicht decken können, weil sie fehlen oder bereits zu weit vorgezogen worden sind. Ein rückständiger Bauer ist schwach. Auch das Feld oder die beiden Felder vor ihm sind schwach, wenn gegnerische Figuren es als Stützpunkt nutzen können. Aus diesem Grund ist man bestrebt, Felder vor rückständigen Bauern des Gegners mit Leichtfiguren zu besetzen. Sie können dann von Bauern ungestört die gegnerische Stellung kontrollieren.

Eine Art Rückständiger Bauer im Budapester Gambit

- Hängende Bauern: Dies sind zwei, nebeneinander (meist auf c4 und d4 bzw. bei Schwarz auf c5/d5) stehende Bauern, auf deren Linien keine gegnerische Bauern mehr existieren, die aber auch nicht mehr durch eigene Bauern auf angrenzenden Linien gedeckt werden können. Sie entstehen häufig aus geschlossenen Eröffnungen und haben sowohl Vorteile (Kontrolle wichtiger Felder, Raumvorteil) als auch Nachteile (leicht angreifbar, durch einen gegnerischen Hebel kann ein rückständiger oder isolierter Bauer entstehen).

Manche dieser Bauernstellungen werden oft generalisierend als schwache oder nachteilige Bauernstrukturen bezeichnet. Dies hängt jedoch immer von den Gegebenheiten der jeweiligen Partiestellung ab. So ist beispielsweise ein einzelner Freibauer (positiv) immer auch zugleich ein Isolani (negativ).

## Sonstiges
- Randbauer oder Turmbauer: Die Bauern auf den a- und h-Linien nennt man Randbauern oder Turmbauern. Randbauern sind im Endspiel häufig ungefährlicher, da sich ihre Umwandlung schwieriger gestaltet. Andererseits können sie im Endspiel Figur gegen Bauer auch von Vorteil sein. Aufgrund der beengten Randstellung herrscht beispielsweise in Bauernendspielen oder in Endspielen mit Dame gegen (weit vorgerückten) Randbauern Pattgefahr, sollte der König das Umwandlungsfeld besetzt halten können. In Springerendspielen können Randbauern einen Vorteil darstellen, da sie von Springern nur schwer aufgehalten werden können oder aber die Wirkung eines blockierenden Springers stark eingeschränkt ist.
- Läuferbauer (c-Bauer und f-Bauer), Springerbauer (b- und g-Bauer): Im Endspiel sind manchmal Läuferbauern (auf den c- und f-Linien) oder Springerbauern (auf den b- und g-Linien) für den Verteidiger von Vorteil, wenn alle Versuche der besser stehenden Partei, sie von der Umwandlung abzuhalten, zum Patt führen würden.
- Zentrumsbauer: Die Zentrumsbauern (Königsbauer und Damenbauer) auf den d- und e-Linien sind vor allem in der Eröffnung vorteilhaft, da sie die Kontrolle über das Zentrum (die Felder d4, d5, e4, e5) stärken. Wer in der Eröffnung das Zentrum beherrscht, steht, allgemein betrachtet, besser.
- Hebel: Ein Bauernzug, der einen gegnerischen Bauern angreift und so die Bauernstruktur des Spiels verändert oder zu verändern droht.
- Vergifteter Bauer: Als „vergiftet“ bezeichnet man einen Bauern, der von einem Spieler geopfert wird, um einen Stellungs- (Tempo) oder Materialvorteil zu erlangen, und dessen Schlagen daher ein Fehler ist. Ein bekanntes Eröffnungsbeispiel ist die Bauernraubvariante.

## Geschichte
Im persischen Spiel wurde der Bauer als „Pyâdah“ („Fußsoldat“) bezeichnet und als solcher dargestellt.
Als im 16. Jahrhundert die heutigen Regeln eingeführt wurden (unter anderem konnte die Dame ursprünglich nur ein Feld weit gehen), wurden die Bauern häufig geopfert, um mit den Figuren schnell angreifen zu können. Erst im 18. Jahrhundert erkannte Philidor den Wert der Bauern. Für ihn waren sie wertvoll, da sie sich letztendlich in eine Dame umwandeln können.